# Manantiales Behr
Manantiales Behr est une localité argentine située dans le département d'Escalante, dans la province de Chubut. La localité est située à 175 mètres d'alititude, au milieu du plateau patagonien, sur la route nationale 36, près de Comodoro Rivadavia. Ses coordonnées sont 45° 40′ 60″ S, 67° 31′ 00″ O.

## Toponymie
Le nom de camp est une manière de faire allusion à ces lieux urbains en vertu d'une analyse comparative, étant donné qu'ils étaient administrés à partir d'une unité centrale proche ou éloignée du site urbain d'origine. Le nom du site provient des sources qui étaient les plus importantes sources d'approvisionnement en eau potable de la région de Comodoro Rivadavia, jusqu'à la construction de l'aqueduc du lac Musters. Le nom Behr a été donné en l'honneur de Francisco Behr, un colon boer qui possédait son estancia dans la région.

## Histoire

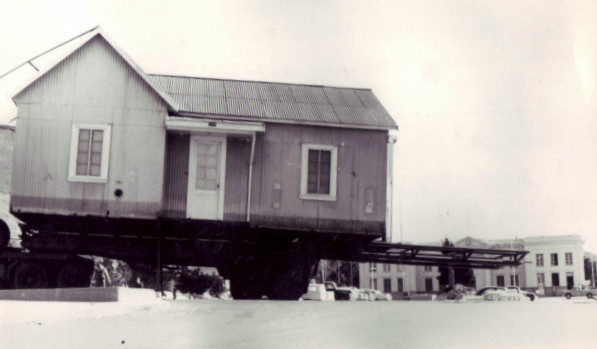
Maison en tôle démantelée des camps et mise en vente par l'administration d'YPF.

La ville a commencé comme une colonie boer au début du XXe siècle. Les colons avaient commencé à arriver dans la région en 1902, et c'est là que Francisco Behr a établi son estancia. On y pratiquait l'agriculture et l'élevage, la culture de légumes et de céréales, la production de laine et de produits laitiers. Sur le site, les colons ont créé une école pour enseigner la langue afrikaans, le protestantisme et les coutumes.
En 1930, YPF exploitait le champ pétrolifère, ainsi que d'autres dans la région, tels que Pampa del Castillo, Campamento El Tordillo, Restinga Alí, entre autres,. Rapidement, des travailleurs de provinces telles que Catamarca et La Rioja ont commencé à s'installer, car l'entreprise avait besoin de maintenir concentrer leurs travailleurs à proximité des sources d'exploitation. L'entreprise publique a progressivement remplacé les vieilles tentes de toile peu solides improvisées au bord de la tête de puits et a transformé les camps en véritables villages.
Le camp était visité par le boucher ou le marchand de fruits et légumes, tous deux d'YPF, deux fois par semaine. Chaque habitant achetait ce qu'il voulait. Il y avait aussi des vendeurs privés, comme les pêcheurs : des vendeurs de pâtisseries sucrées, comme les gâteaux, qu'ils apportaient dans leurs paniers, et même des commerçants avec des marchandises variées, comme des glaces, qui venaient quotidiennement de Comodoro
Comme beaucoup d'autres camps de la région, il comprenait des épiceries, un restaurant, des hôtels, des magasins, des lieux de divertissement (tels que des cinémas), un commissariat, des centres de santé, etc. La localité dispose également d'un terrain de football et d'une équipe de football composée de travailleurs de l'entreprise. La localité entretenait également des liens étroits avec ses camps frères de la région d'Escalante, Pampa del Castillo, El Tordillo, Cañadón Perdido et El Trébol, les principaux camps de l'entreprise, ainsi que des contacts avec d'autres camps d'entreprises privées. Les moyens de ces rencontres étaient un terrain de football et une équipe de football composée de travailleurs de l'entreprise, et des spectacles sportifs et musicaux étaient proposés. Le match de football était tellement attendu qu'il y a même eu un classique entre les équipes formées par les travailleurs du pétrole, le choc le plus important étant celui avec Cañadón Perdido. L'atmosphère, selon ses propres habitants, était de nature paradisiaque avec une entreprise qui fournissait tout dans une atmosphère si familière. En outre, un bus reliait le camp à Comodoro Rivadavia chaque semaine. L'importance des clubs sportifs dans les camps pétroliers était de canaliser les attentes du personnel de la compagnie pour qu'il y participe. Comme ils étaient empêchés de participer aux décisions politiques qui étaient entre les mains de l'entreprise, il fallait les canaliser dans une autre direction. Entre 1915 et 1946, plus de 20 clubs ont été créés dans différents camps. En outre, les clubs n'étaient pas seulement le centre de l'attention sportive, mais aussi le lieu des bals organisés dans leurs locaux et des rencontres sociales.
Vers la fin des années 1960 et le début des années 1970, le camp s'est lentement dépeuplé, ne laissant à Comodoro Rivadavia que les installations du champ pétrolifère et l'aqueduc. YPF a également déplacé la population et les tôles pour les nouvelles maisons vers la zone nord de Comodoro Rivadavia - Rada Tilly.

## Champ pétrolifère
L'endroit est un champ pétrolifère important dans le bassin du golfe San Jorge, représentant 10 % du pétrole produit en Argentine et l'un des principaux champs pétrolifères de Chubut. Il appartient à YPF. Elle a été découverte entre les années 1920 et 1930 et est réputée pour être très productive. Les réservoirs sont situés entre 1 200 et 800 m de profondeur.
En mars 2012, le gouvernement de Chubut a retiré la concession de la zone à YPF alors qu'elle appartenait au groupe Repsol, en raison de la non-conformité de l'entreprise, les investissements ayant diminué,. Après la nationalisation de l'entreprise, quelque 1 500 $ US ont de nouveau été investis dans la zone. Les essais pilotes et le forage de certains puits avaient déjà commencé.

## Parc éolien
Le projet de parc éolien de Manantiales Behr consiste en la construction et l'exploitation d'un parc d'éoliennes pour la production d'électricité qui sera intégré au système d'interconnexion argentin (SADI) avec une capacité de 100 MW. Le parc éolien couvrira une superficie approximative de 20 kilomètres carrés et comptera 30 éoliennes, une ligne de 132 kV, une ligne de 35 kV et deux postes de transformation. Le parc éolien est situé dans le bassin du golfe San Jorge, dans le champ de Manantiales Behr, exploité par YPF, et dans le département d'Escalante, province de Chubut, à environ 40 km au nord-ouest de la ville de Comodoro Rivadavia (distance calculée à vol d'oiseau).
Le champ de Manantiales Behr est situé dans l'une des zones où les vents sont les plus forts en Argentine et présente les conditions idéales pour le développement d'un parc éolien de ce type, qui représente une source d'énergie sûre et renouvelable ne produisant pas d'émissions dans l'atmosphère et ne générant pas de déchets, ce qui permet d'économiser les combustibles fossiles et de réduire les coûts, ainsi que de diversifier la matrice énergétique et d'atténuer le changement climatique. Le parc dispose d'un programme de gestion environnementale et sociale, audité par des organisations internationales, qui garantit la préservation des espèces et l'implication des parties prenantes.
Le 17 octobre 2018, le parc éolien Manantiales Behr, dans lequel YPF a investi 200 millions de dollars, a été inauguré. La ferme produira - dans un premier temps - 50 MW d'énergie, puis 100 MW une fois achevée. L'énergie qui sera produite à Manantiales représente 16 % de la demande d'électricité consommée par YPF sur le marché de gros de l'électricité.